# Kościół św. Michała i klasztor bernardynów w Zasławiu
Klasztor bernardynów w Zasławiu (ukr. Костел святого Михайла та монастир ордену отців бернардинів) – były klasztor oo. Bernardynów wraz z kościołem św. Michała. Obecnie więzienie.

## Historia
Dawniej w tym miejscu, znajdował się monaster Trójcy Przenajświętszej, w którym czczona była Zasławska Ikona Matki Bożej. Na zamówienie wołyńskiej księżnej Anastazji Zasławskiej powstał tam też Ewangeliarz peresopnicki.
Fundatorem klasztoru oo. Bernardynów był książę Janusz Zasławski. Architektami Jakub Madlain i Bernard Awelides. Budowa trwała od 1602 do 1630 lat. W czasie powstania Chmielnickiego 1648 roku zespół klasztorny został uszkodzony. W latach 1727–1780 odbyła się rekonstrukcja klasztoru. Od roku 1797 główna siedziba Ruskiej prowincji. Od roku 1841 dekretem carskim klasztor został uznany za «etatowy 2 klasy», mieli w nim mieszkać do śmierci bernardyni usuwani z likwidowanych klasztorów, a po zgonie ostatniego z nich klasztor miano zamknąć. Na początku XX wieku służył władzom carskim jako miejsce odosobnienia nieprawomyślnych księży katolickich. W 1910 roku zmarł ostatni zasławski zakonnik. W 1914 roku bernardyni wrócili do Zasławia. Ostatnim administratorem klasztoru do 1915 r. był Gustaw Jełowicki. W okresie okupacji sowieckiej klasztor przekształcono na więzienie. Ostatni zakonnik opuścił klasztor w 1932 roku. Kościół pozostawał zamknięty. W XXI w. jedno z najcięższych więzień na Ukrainie.